# Félix Porteiro
Félix Porteiro Perez (ur. 26 kwietnia 1983 roku w Castellón) – hiszpański kierowca wyścigowy.

## Kariera

### Początki
Felix karierę rozpoczął w roku 1997, od startów w kartingu. W 2001 roku przeszedł do wyścigów samochodów jednomiejscowych, debiutując w Hiszpańskiej Formule 3 (zwyciężył w dwóch wyścigach). 
W latach 2003–2004 brał udział w serii World Series by Nissan. W pierwszym roku startów zmagania zakończył na 14. pozycji (raz stanął na podium, zajmując trzecie miejsce w Walencji). W drugim po raz pierwszy w karierze sięgnął po zwycięstwo (sukces osiągnął na torze Circuit de Barcelona-Catalunya), a w klasyfikacji generalnej zajął 8. lokatę. 
W 2005 roku był partnerem Roberta Kubicy w hiszpańskiej stajni Epsilon Euskadi. Seria pod patronatem Nissana, została jednak przekształcona w World Series by Renault. Hiszpan czterokrotnie startował z pole position oraz trzykrotnie zwyciężał. Był jednak w cieniu swojego zespołowego kolegi, który uzyskał od niego dwa razy więcej punktów. Ostatecznie rywalizację ukończył na 5. pozycji (Kubica został mistrzem), pomagając swojej ekipie w zdobyciu tytułu mistrzowskiego w klasyfikacji zespołów. 

### Seria GP2
W sezonie 2006 podpisał kontrakt z hiszpańską stajnią Campos Racing, na starty w bezpośrednim przedsionku Formuły 1 - serii GP2. W ciągu dwudziestu jeden wyścigów trzykrotnie dojeżdżał na punktowanych lokatach. Zdobyte punkty pozwoliły Felixowi zająć w klasyfikacji końcowej 22. pozycję. 

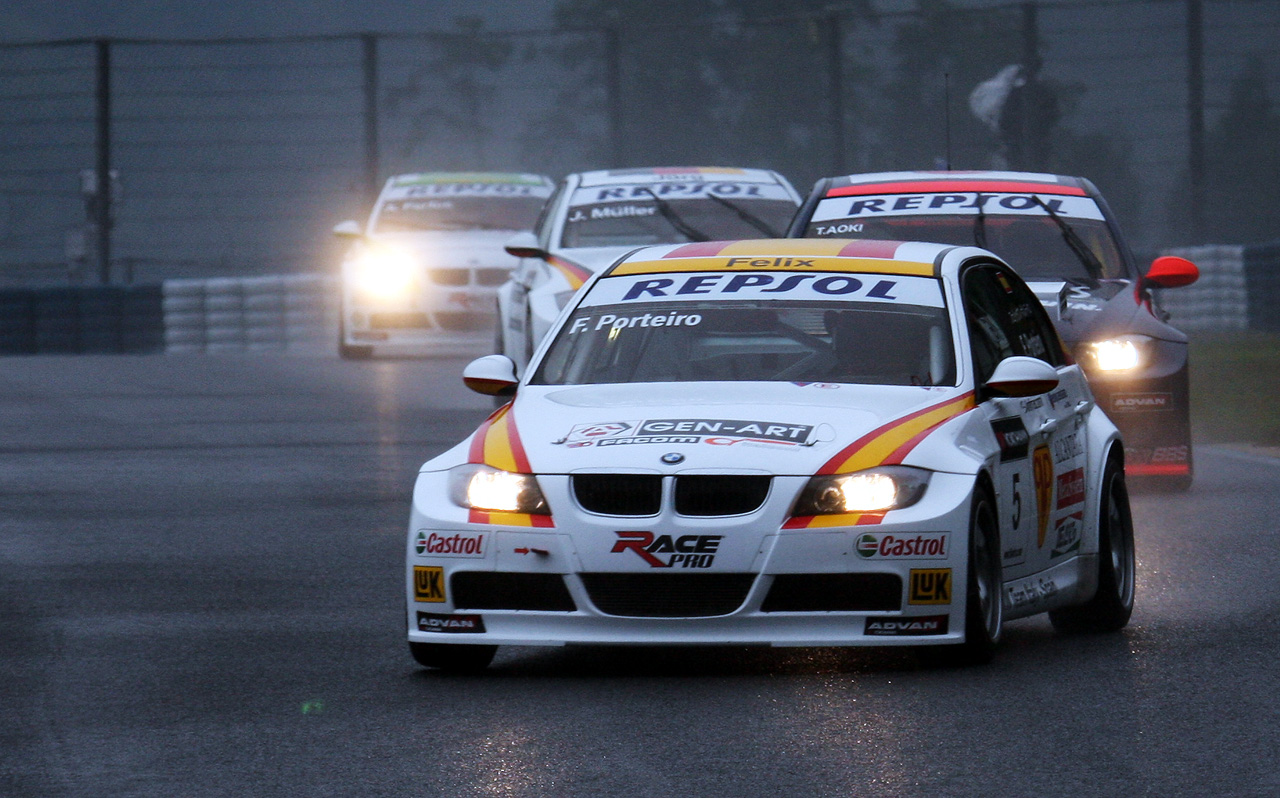
Felix Porteiro podczas wyścigu WTCC, na torze Okayama, w 2008 roku

### WTCC
W roku 2007 Porteiro zadebiutował w mistrzostwach świata samochodów turystycznych - WTCC. Startując w fabrycznej ekipie BMW - BMW Team Italy-Spain - siedmiokrotnie sięgał po punkty. Najlepiej zaprezentował się podczas czeskiej rundy, na torze Masaryk Circuit. Hiszpan, startując z pierwszej pozycji, odniósł pierwsze w karierze zwycięstwo. Dzień później, startując z ósmej lokaty, przesunął się na trzecie miejsce. Po raz trzeci na podium znalazł się podczas niedzielnych zmagań, na brytyjskim obiekcie Brands Hatch. Ostatecznie został sklasyfikowany na 12. miejscu.
W kolejnym sezonie Felix ponownie reprezentował barwy tej ekipy. Porteiro spisał się jeszcze lepiej, dojeżdżając na punktach jedenastokrotnie. Cztery razy odnotował miejsce w pierwszej trójce, w tym raz na najwyższym stopniu (tym razem podczas drugiego wyścigu, na niemieckim Oschersleben). Zdobyte punkty sklasyfikowały go na 10. lokacie. 
W 2009 roku Porteiro stracił posadę, na rzecz swojego rodaka Sergio Hernandeza. Nie mając szansy bycia kierowcą fabrycznym, Felix przyjął ofertę Scuderii Proteam Motorsport, będącej stajnią niezależną. W ten też sposób przejął fotel po Hernandezie. Posiadając mniej konkurencyjny pojazd, Hiszpan tylko czterokrotnie dojechał na punktowanym miejscu (najwyższą uzyskaną przez niego lokatą było czwarte miejsce w drugim wyścigu, w Czechach. W klasyfikacji kierowców niezależnych Hiszpan prowadził w pierwszej połowie sezonu. W drugiej jednak lepszy okazał się Holender Tom Coronel i to on sięgnął po tytuł. Felix musiał zadowolić się drugim miejsce. W klasyfikacji ogólnej Porteiro zajął 15. pozycję.

## Wyniki w GP2
| Legenda oznaczeń w tabelach wyników Wyświetl szablon na nowej stronie | Legenda oznaczeń w tabelach wyników Wyświetl szablon na nowej stronie                                                                     |
| Oznaczenie                                                            | Wyjaśnienie |
| --------------------------------------------------------------------- | --- |
| Złoty                                                                 | Zwycięzca lub mistrzostwo |
| Srebrny                                                               | 2. miejsce lub wicemistrzostwo |
| Brązowy                                                               | 3. miejsce lub II wicemistrzostwo |
| Zielony                                                               | Ukończył, punktował (w klasyfikacji generalnej, gdy zdobył co najmniej jeden punkt na przestrzeni sezonu, poza trzema powyższymi opcjami) |
| Niebieski                                                             | Ukończył, nie punktował (w klasyfikacji generalnej, gdy nie zdobył co najmniej jednego punktu na przestrzeni sezonu)                      |
| Czerwony                                                              | Nie zakwalifikował się (NZ) |
| Czerwony                                                              | Nie prekwalifikował się (NPK) |
| Różowy                                                                | Nie ukończył (NU) |
| Różowy                                                                | Niesklasyfikowany (NS) (w klasyfikacji generalnej, gdy nie został sklasyfikowany w żadnym wyścigu sezonu)                                 |
| Czarny                                                                | Zdyskwalifikowany (DK) |
| Czarny                                                                | Wykluczony (WYK/EX) |
| Biały                                                                 | Nie wystartował (NW) |
| Biały                                                                 | Kontuzjowany (K/INJ) |
| Biały                                                                 | Wyścig odwołany (OD/C) |
| Bez koloru                                                            | Został wycofany (WYC/WD) |
| Bez koloru                                                            | Nie przybył (NP/DNA) |
| Bez koloru                                                            | Nie brał udziału w treningach (NT/DNP) |
| Bez koloru                                                            | Nie został zgłoszony (–) |
| Pogrubienie                                                           | Start z pole position |
| Kursywa                                                               | Najszybsze okrążenie wyścigu |
| †                                                                     | Nie ukończył, ale jego rezultat został zaliczony ze względu na przejechanie więcej niż 90% dystansu wyścigu.                              |
| *                                                                     | Sezon w trakcie |
| 1/2/3                                                                 | Punktowana pozycja w sprincie kwalifikacyjnym                                                                                             |
| Lista systemów punktacji Formuły 1                                    | |

| Rok  | Zespół        | Wyniki w poszczególnych eliminacjach | Wyniki w poszczególnych eliminacjach | Wyniki w poszczególnych eliminacjach | Wyniki w poszczególnych eliminacjach | Wyniki w poszczególnych eliminacjach | Wyniki w poszczególnych eliminacjach | Wyniki w poszczególnych eliminacjach | Wyniki w poszczególnych eliminacjach | Wyniki w poszczególnych eliminacjach | Wyniki w poszczególnych eliminacjach | Wyniki w poszczególnych eliminacjach | Wyniki w poszczególnych eliminacjach | Wyniki w poszczególnych eliminacjach | Wyniki w poszczególnych eliminacjach | Wyniki w poszczególnych eliminacjach | Wyniki w poszczególnych eliminacjach | Wyniki w poszczególnych eliminacjach | Wyniki w poszczególnych eliminacjach | Wyniki w poszczególnych eliminacjach | Wyniki w poszczególnych eliminacjach | Wyniki w poszczególnych eliminacjach | Punkty | Pozycja |
| ---- | ------------- | ------------------------------------ | ------------------------------------ | ------------------------------------ | ------------------------------------ | ------------------------------------ | ------------------------------------ | ------------------------------------ | ------------------------------------ | ------------------------------------ | ------------------------------------ | ------------------------------------ | ------------------------------------ | ------------------------------------ | ------------------------------------ | ------------------------------------ | ------------------------------------ | ------------------------------------ | ------------------------------------ | ------------------------------------ | ------------------------------------ | ------------------------------------ | ------ | ------- |
| 2006 | Campos Racing | VAL                                  | VAL                                  | SMR                                  | SMR                                  | NÜR                                  | NÜR                                  | ESP                                  | ESP                                  | MON                                  | GBR                                  | GBR                                  | FRA                                  | FRA                                  | HOC                                  | HOC                                  | HUN                                  | HUN                                  | TUR                                  | TUR                                  | ITA                                  | ITA                                  | 5      | 22      |
| 2006 | Campos Racing | NU                                   | NU                                   | 10                                   | 6                                    | 16                                   | NU                                   | 17                                   | NU                                   | 6                                    | 8                                    | DK                                   | 18                                   | 10                                   | 12                                   | 18                                   | NU                                   | 12                                   | NU                                   | NU                                   | NU                                   | NU                                   | 5      | 22      |

## Wyniki w Formule Renault 3.5
| Legenda oznaczeń w tabelach wyników Wyświetl szablon na nowej stronie | Legenda oznaczeń w tabelach wyników Wyświetl szablon na nowej stronie                                                                     |
| Oznaczenie                                                            | Wyjaśnienie |
| --------------------------------------------------------------------- | --- |
| Złoty                                                                 | Zwycięzca lub mistrzostwo |
| Srebrny                                                               | 2. miejsce lub wicemistrzostwo |
| Brązowy                                                               | 3. miejsce lub II wicemistrzostwo |
| Zielony                                                               | Ukończył, punktował (w klasyfikacji generalnej, gdy zdobył co najmniej jeden punkt na przestrzeni sezonu, poza trzema powyższymi opcjami) |
| Niebieski                                                             | Ukończył, nie punktował (w klasyfikacji generalnej, gdy nie zdobył co najmniej jednego punktu na przestrzeni sezonu)                      |
| Czerwony                                                              | Nie zakwalifikował się (NZ) |
| Czerwony                                                              | Nie prekwalifikował się (NPK) |
| Różowy                                                                | Nie ukończył (NU) |
| Różowy                                                                | Niesklasyfikowany (NS) (w klasyfikacji generalnej, gdy nie został sklasyfikowany w żadnym wyścigu sezonu)                                 |
| Czarny                                                                | Zdyskwalifikowany (DK) |
| Czarny                                                                | Wykluczony (WYK/EX) |
| Biały                                                                 | Nie wystartował (NW) |
| Biały                                                                 | Kontuzjowany (K/INJ) |
| Biały                                                                 | Wyścig odwołany (OD/C) |
| Bez koloru                                                            | Został wycofany (WYC/WD) |
| Bez koloru                                                            | Nie przybył (NP/DNA) |
| Bez koloru                                                            | Nie brał udziału w treningach (NT/DNP) |
| Bez koloru                                                            | Nie został zgłoszony (–) |
| Pogrubienie                                                           | Start z pole position |
| Kursywa                                                               | Najszybsze okrążenie wyścigu |
| †                                                                     | Nie ukończył, ale jego rezultat został zaliczony ze względu na przejechanie więcej niż 90% dystansu wyścigu.                              |
| *                                                                     | Sezon w trakcie |
| 1/2/3                                                                 | Punktowana pozycja w sprincie kwalifikacyjnym                                                                                             |
| Lista systemów punktacji Formuły 1                                    | |

| Rok  | Zespół          | Wyniki w poszczególnych eliminacjach | Wyniki w poszczególnych eliminacjach | Wyniki w poszczególnych eliminacjach | Wyniki w poszczególnych eliminacjach | Wyniki w poszczególnych eliminacjach | Wyniki w poszczególnych eliminacjach | Wyniki w poszczególnych eliminacjach | Wyniki w poszczególnych eliminacjach | Wyniki w poszczególnych eliminacjach | Wyniki w poszczególnych eliminacjach | Wyniki w poszczególnych eliminacjach | Wyniki w poszczególnych eliminacjach | Wyniki w poszczególnych eliminacjach | Wyniki w poszczególnych eliminacjach | Wyniki w poszczególnych eliminacjach | Wyniki w poszczególnych eliminacjach | Wyniki w poszczególnych eliminacjach | Punkty | Pozycja |
| ---- | --------------- | ------------------------------------ | ------------------------------------ | ------------------------------------ | ------------------------------------ | ------------------------------------ | ------------------------------------ | ------------------------------------ | ------------------------------------ | ------------------------------------ | ------------------------------------ | ------------------------------------ | ------------------------------------ | ------------------------------------ | ------------------------------------ | ------------------------------------ | ------------------------------------ | ------------------------------------ | ------ | ------- |
| 2005 | Epsilon Euskadi | BEL                                  | BEL                                  | MON                                  | VAL                                  | VAL                                  | FRA                                  | FRA                                  | BIL                                  | BIL                                  | DEU                                  | DEU                                  | GBR                                  | GBR                                  | PRT                                  | PRT                                  | ITA                                  | ITA                                  | 77     | 5       |
| 2005 | Epsilon Euskadi | 5                                    | 9                                    | NU                                   | 1                                    | NU                                   | 18                                   | 11                                   | 20                                   | 11                                   | NU                                   | 9                                    | 6                                    | NU                                   | 5                                    | 1                                    | 2                                    | 4                                    | 77     | 5       |